# あつみトンネル
あつみトンネルは、山形県鶴岡市温海にある日本海東北自動車道のトンネルである。本坑の全長は6,022メートル (m) で、2017年11月4日に東北中央自動車道の栗子トンネルが開通するまでは東北地方では最長の道路トンネルであった。

## 概要
あつみ温泉IC - いらがわIC間にあり、山形県鶴岡市温海から山形県鶴岡市五十川（いらがわ）を南北に貫くトンネルである。総延長は本坑が6,022 mで、長大トンネルであるため避難坑（全長 6,024 m）が海側に並行して設けられている。本坑と避難坑を結ぶ連絡坑が数百メートルおきに設けられている。なお、この区間は新直轄方式で建設されているため、通行料金は無料となっている。
また先述のようにトンネル延長が5,000 mを超えているため、道路法の規定により危険物積載車輌は通行禁止である。
避難坑はTBM（トンネルボーリングマシーン）で施工したもので、直径4.5 mの円形断面である。

## 沿革
- 2005年（平成17年）2月28日 : 避難坑 トンネル着工。
- 2006年（平成18年）7月25日 : 本坑 トンネル着工。
- 2007年（平成19年）3月12日 : 避難坑 トンネル貫通[4]。
- 2010年（平成22年）7月23日 : 本坑 トンネル貫通式。
- 2012年（平成23年）3月24日 : あつみ温泉IC - 鶴岡JCT間開通に伴い供用開始[5]。